# Georges Symon de Carneville
Georges François Symon, comte de Carneville est un militaire français ayant été au service de l'empire d'Autriche né à Carneville le 17 juin 1750, et mort à Paris le 1er mars 1837.

## Biographie
Georges Symon de Carneville est le fils de François Hervé Symon de Carneville et Françoise Charlotte Brohier. Il s'engage jeune dans l'armée royale comme volontaire au régiment Commissaire-Général de la cavalerie le 1er novembre 1767, il est sous-lieutenant en 1769, lieutenant en 1773, capitaine commandant en 1788.
Au début de la Révolution, la position des officiers nobles devient délicate dans l'armée. Georges Symon de Carneville émigre avec son frère François le 15 septembre 1791. Ils dont colonels dans l'armée des princes. 
Ils passent au service de l'empire d'Autriche le 1er janvier 1793 en qualité de colonel-commandant. Il est général-major en 1801. À la bataille d'Austerlitz, il commande cinq bataillons slaves d'infanterie faisant partie de la garde avancée commandée par le général Kienmayer constituant l'aile gauche de l’armée du général russe Buxhoeveden. Il quitte le service de l'empire d'Autriche le 6 juin 1811.
Après son retour en France, il est admis à la retraite avec le grade de colonel en 1815, puis lieutenant-général en 1816, et de maréchal de camp le 26 janvier 1820.
Il est inhumé dans le cimetière de Montmartre (division 32).

## Distinction
- Commandeur de l'ordre royal et militaire de Saint-Louis.